# Jackson Penney
Jackson Penney (né le 5 février 1969 à Edmonton, dans la province de l'Alberta au Canada) est un joueur de hockey sur glace canadien.

## Carrière
Penney commence sa carrière avec les Cougars de Victoria et les Raiders de Prince Albert dans la Ligue de hockey de l'Ouest (LHOu). Lors du repêchage d'entrée dans la LNH 1989, il est choisi au 80e rang lors du 4e tour par les Bruins de Boston.
Il joue dans le club-école des Bruins, les Wings de Kalamazoo en LIH et ne fait aucune apparition en LNH. C'est pourquoi il part en Europe en 1993 et arrive en Suède au AIK IF, alors en Allsvenskan, qu'il fait remonter en élite. Il va en Autriche pour la saison 1994-1995 dans l'EC Villacher SV. Lors de cette saison, le Canadien est l'auteur de 73 buts et 39 assistances, ce qui fait de lui le meilleur buteur du championnat. Il s'engage ensuite avec les SERC Wild Wings en DEL et y reste jusqu'en 1998.
Pour la saison 1998-1999, il signe un contrat avec les Adler Mannheim, le champion en titre, et parvient à faire conserver ce titre. En 2001, il est de nouveau champion d'Allemagne. Cependant, il retourne chez les SERC Wild Wings. La saison 2002-2003 est la dernière qu'il fait en Allemagne avec les Lions de Francfort.
Penney revient en Suède au sein du Borås HC, club en Allsvenskan, puis en Autriche avec l'EC Villacher SV, où il finit sa carrière en 2005.